# 肇庆东站
肇庆东站位於中国广东省肇庆市鼎湖区永安镇，是贵广客运专线和南广铁路的交汇車站。于2015年1月26日启用。

## 建设历史
1. 2012年7月，肇庆东站综合交通设想提出，想争取“广州西站”地位；后“广州西”地位被佛山西站取得，肇庆东站只能由地方政府投资建设。[2]
2. 2013年11月29日，肇庆东站建设方案出台[3]。
3. 2014年4月29日，工程进度受市民担忧[4]。
4. 2014年7月7日，南广铁路肇庆东站段铺轨完成[5]。
5. 2015年1月26日，肇庆东站正式启用[6]。

## 车站结构
肇庆东站由贵广铁路、南广铁路国铁站房及附属高铁管制大楼、停车场、信号楼、办公大楼、交通枢纽建筑等组成。

### 站房

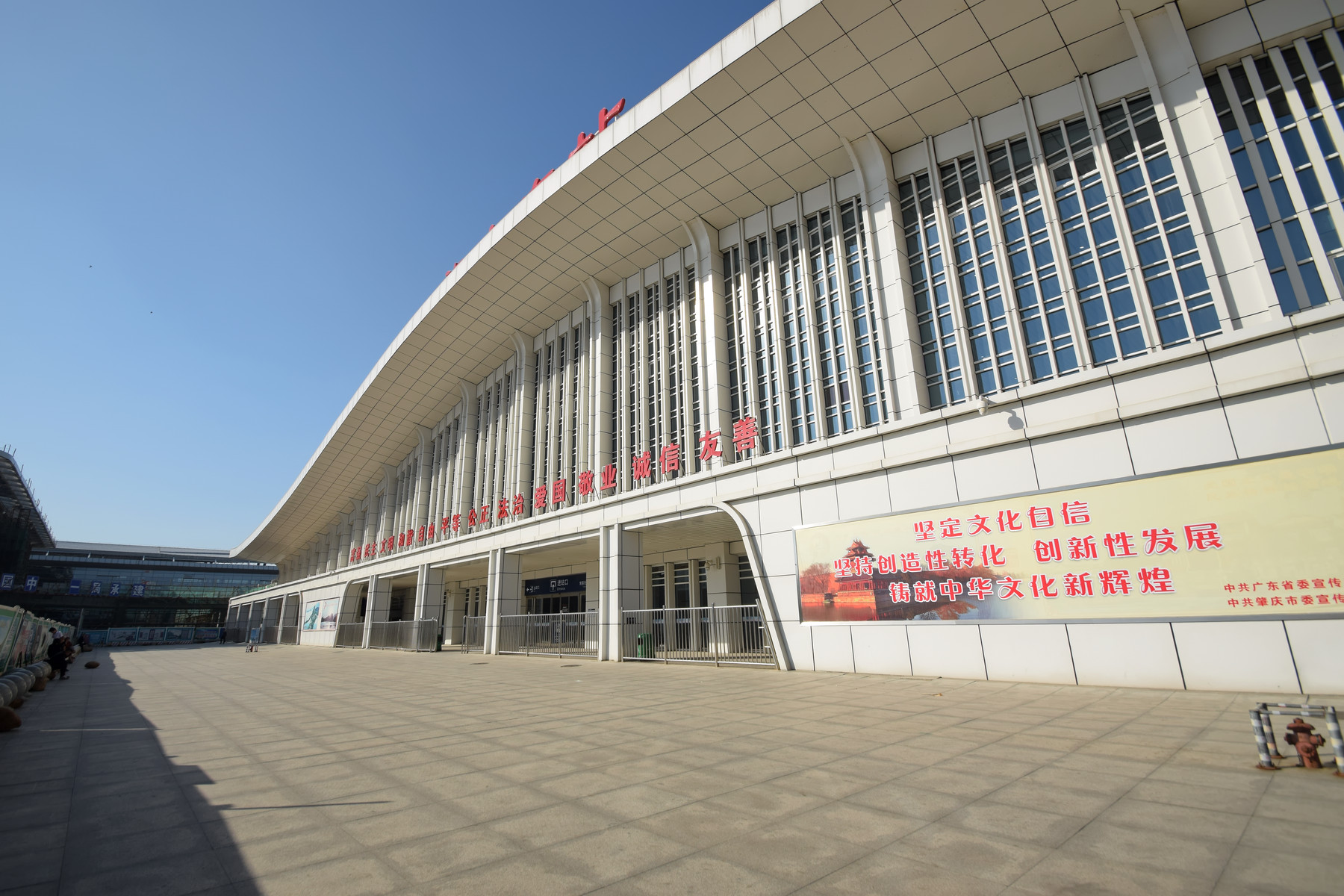
肇庆东站進站口

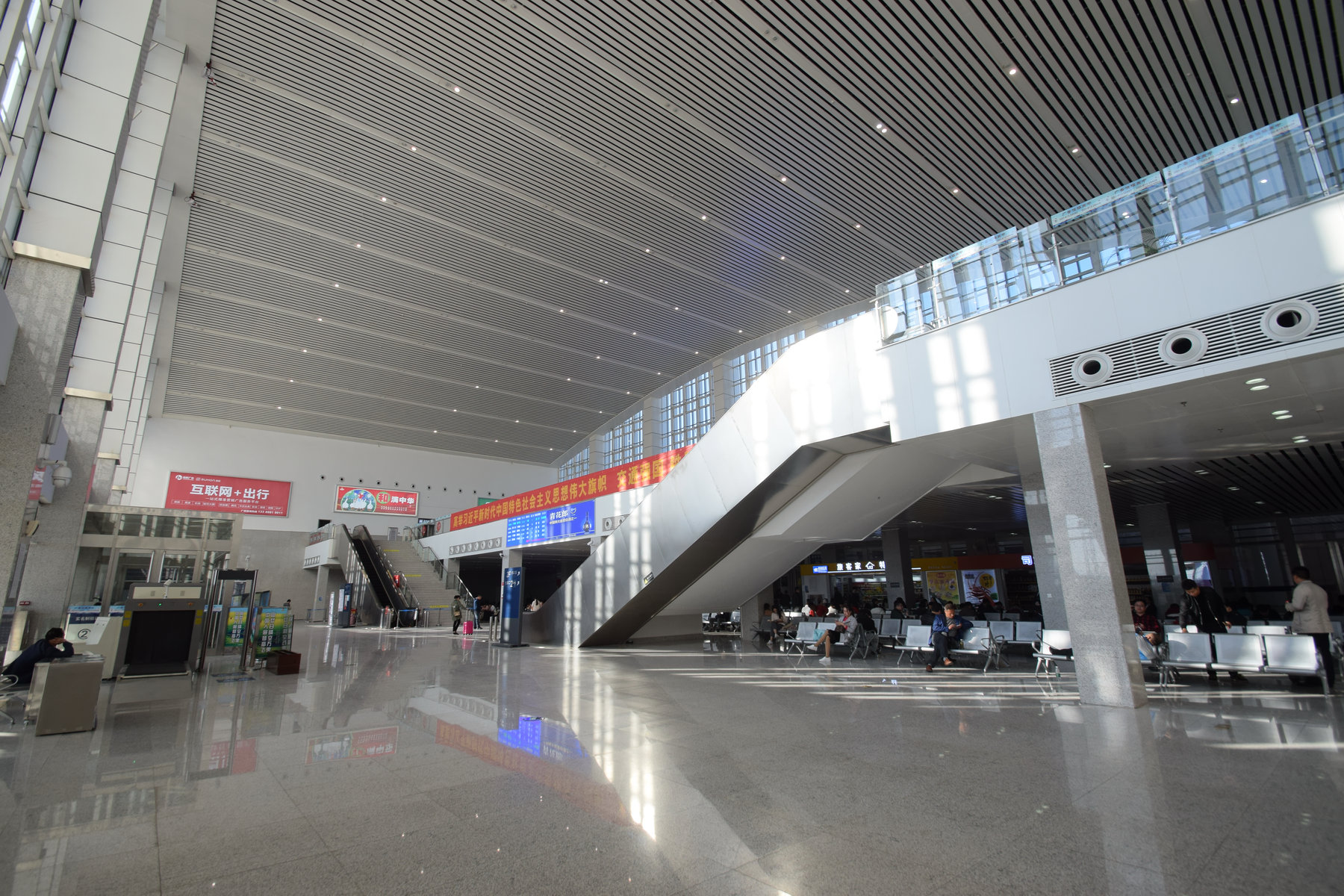
肇庆东站站厅

国铁肇庆东站为新建铁路站房，车站为贵广铁路中心里程 DK781+832，为线侧下式站房，最高聚集人数为 2200人，设 8m 宽的进出站地道各一座。站房总长 153 米，总宽 41 米， 总建筑面积为12000平方米（国铁站房部分）；建筑主体为两层，建筑高度为 23.6米，局部 16.8米。
内部分为两层：一层为售票区、候车区、贵宾室、行包区和商业服务区，二层为设备机械用房、车站办公和生活区。站内各区域通过自动扶梯或垂直电梯相连。候车区面积达3000平方米，可容纳2200人同时候车。售票厅面积218.28平方米，设有4个人工窗口，其中2个售票窗口，1个退改签窗口，1个无障碍窗口。售票厅内还设有自动取票机3台，自动售票机3台。车站建有先进旅客服务系统，具备旅客引导显示、客运广播、监视、安检、时钟、求助等功能。

### 站线

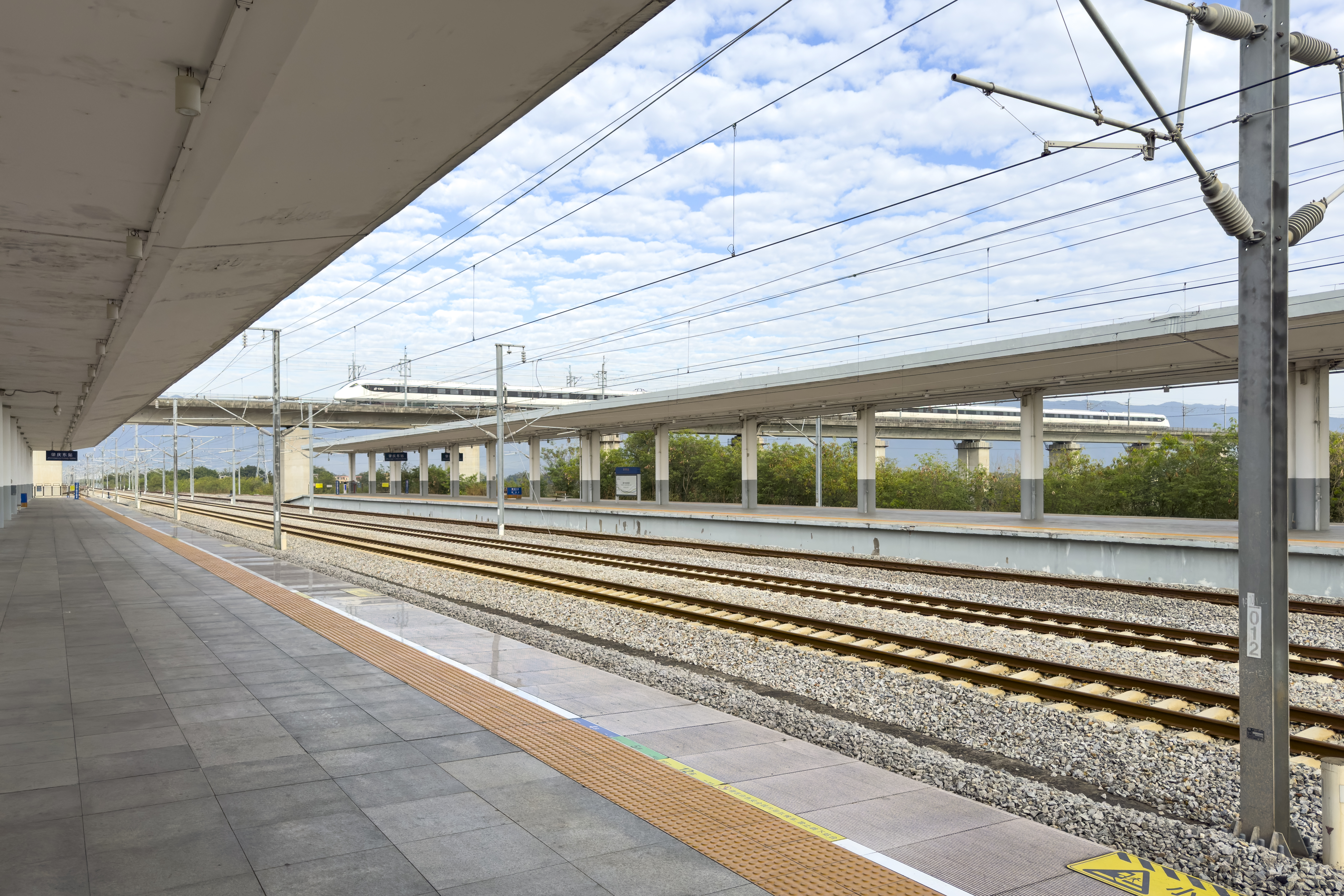
贵广场7站台，后方为广肇城际铁路

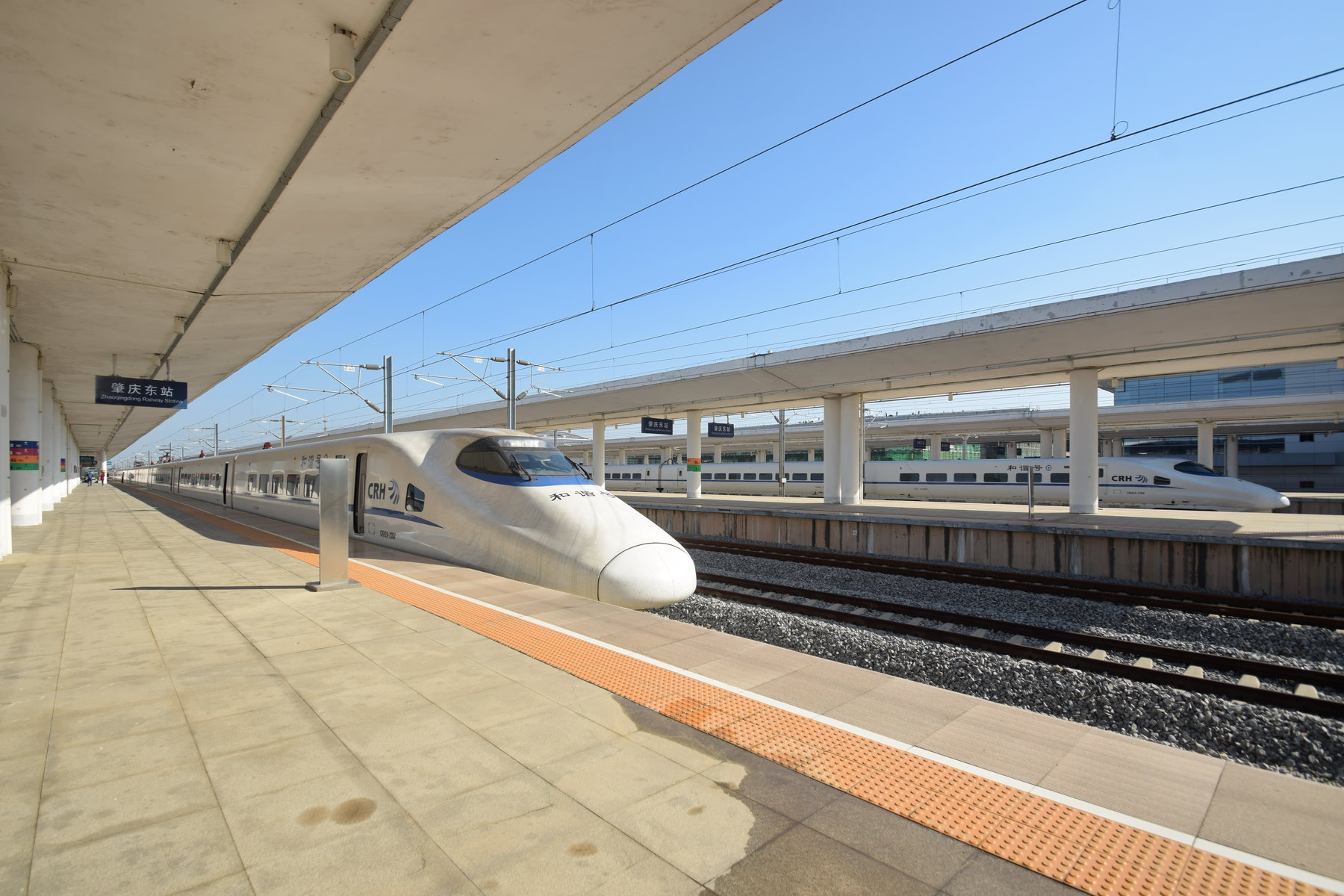
終到貴陽北之D2834次（左）及終到北海之D3722次和谐号CRH2A电力动车组停靠在肇庆东站

| 站前广场 | 换乘通道   | 连接广肇城际铁路鼎湖东站           |
| 站房     | 售票区     | 售票处                             |
| 站房     | 候车室     | 进站口、安检、便利店、餐厅         |
| 站房     | 候车室     | 候车区、检票口、进站通道           |
| 站房     | 出站口     | 出站闸机                           |
| 站台     | 1站台      | 南广铁路往南宁东方向（云浮东）     |
| 站台     | 2站台      | 南广铁路往南宁东方向（云浮东）     |
| 站台     | 侧式站台   |                                    |
| 站台     | 3站台      | 南广铁路往南宁东方向（云浮东）     |
| 站台     | 正线       | 南广铁路 下行列车通过线            |
| 站台     | 正线       | 南广铁路 上行列车通过线            |
| 站台     | 4站台      | 南广铁路往广州南方向（三水南）     |
| 站台     | 侧式站台   |                                    |
| 站台     | 5站台      | 南广铁路往广州南方向（三水南）     |
| 站台     | 列车通过线 |                                    |
| 站台     | 6站台      | 贵广客运专线往贵阳北方向（广宁）   |
| 站台     | 侧式站台   |                                    |
| 站台     | 7站台      | 贵广客运专线往贵阳北方向（广宁）   |
| 站台     | 正线       | 贵广客运专线 上行列车通过线        |
| 站台     | 正线       | 贵广客运专线 下行列车通过线        |
| 站台     | 8站台      | 贵广客运专线往广州南方向（三水南） |
| 站台     | 侧式站台   |                                    |
| 站台     | 9站台      | 贵广客运专线往广州南方向（三水南） |

## 接驳交通
肇庆东站交通换乘枢纽位于城轨鼎湖东站东侧、国铁肇庆东站西侧，用地面积约27,000平方米，总建筑面积约77,600平方米。主要设施包括了换乘中心、公交站、配套商业、办公用房、出租车蓄车场和社会车辆停车场等。
| 城际铁路 - 鼎湖东站 公交 \| 编号 \| 编号 \| 线路及运营时间 \| 线路及运营时间 \| 线路及运营时间 \| 收费 \| 运营商 \| 备注 \| \| ---- \| ---------------- \| --------------------------- \| -------------- \| ---------------------------- \| ------- \| ----------------- \| -------------------------------------- \| \| \| 112 \| 大旺市场 9:00–15:00 \| ⇆ \| 肇庆东站 10:00–16:30 \| 2–10元 \| 高新区公汽 \| 大站快线；定时班车 \| \| \| 204 \| 人民南路 6:20–22:20 \| ⇆ \| 肇庆东站 6:30–23:30 \| 2–5元 \| 肇庆二汽 \| 经肇庆新区管委会 \| \| \| 205 \| 肇庆大道西 6:45–18:10 \| ⇆ \| 肇庆东站 6:45–18:30 \| 2–6元 \| 肇庆二汽 \| \| \| \| 206 \| 棠岗北 7:00–18:00 \| ⇆ \| 肇庆东站 8:00–18:20 \| 2–5元 \| 肇庆二汽 \| \| \| \| K01 \| 肇庆牌坊公园 6:25–19:30 \| ⇆ \| 肇庆东站 7:40–21:00 \| 5–10元 \| 肇庆二汽 \| 大站快线 \| \| \| K02 \| 火车站综合体 7:00–18:00 \| ⇆ \| 肇庆东站 8:00–19:30 \| 5–10元 \| 肇庆二汽 \| 大站快线 \| \| \| K03 \| 华商学院四会校区 8:00–18:00 \| ⇆ \| 肇庆东站 8:00–18:40 \| 2–7元 \| 肇庆二汽 \| 大站快线 \| \| \| K04 \| 高要商业大厦 6:50–17:10 \| ⇆ \| 肇庆东站 7:25–17:40 \| 2–7元 \| 肇庆二汽 \| 大站快线 \| \| \| K05 \| 高要国防教育基地 6:30–14:45 \| ⇆ \| 肇庆东站 8:00–16:45 \| 5–10元 \| 肇庆二汽 \| 大站快线；定时班车 \| \| \| 肇庆东站直达专线 \| 棠岗北 8:00–21:00 \| ⇆ \| 肇庆东站 9:00–22:00 \| 5–10元 \| 肇庆二汽 \| 大站快线 \| \| \| 鼎湖6 \| 凤凰三立学校 7:45–18:30 \| ⇆ \| 肇庆东站 7:00–18:00 \| 2–4元 \| 银龙公汽 \| \| \| \| 鼎湖8 \| 广州应用科技学院 \| ⇆ \| 肇庆东站 \| 2–5元 \| 银龙公汽 \| 大站快车；定时班车 \| \| \| 四会23 \| 四会槎山客运站 8:40–18:30 \| ⇆ \| 肇庆东站 7:40–19:30 \| 2–6元 \| 银龙公汽 四会交通 \| 定时班车 \| \| \| 四会23A \| 四会槎山客运站 8:40–18:30 \| ⇆ \| 肇庆东站 7:40–19:30 \| 5–10元 \| 四会交通 \| 大站快线 \| \| \| 鼎湖山景区专线 \| 鼎湖生态停车场 9:00–19:00 \| ⇆ \| 肇庆东站 7:30–17:30 \| 3–5元 \| 银龙公汽 \| 经城际鼎湖山站 \| \| \| 肇庆学院东站专线 \| 肇庆学院 周五至日9:45–16:10 \| ⇆ \| 肇庆东站 周五至日11:05–17:35 \| 10–15元 \| 肇庆城巴 \| 大站快线；定时班车；周一至周四预约发班 \| \| \| 航空学院东站专线 \| 航空学院 周五至日9:30–16:10 \| ⇆ \| 肇庆东站 周五至日10:50–17:30 \| 10–25元 \| 肇庆城巴 \| 大站快线；定时班车；周一至周四预约发班 \| |                  |                             |                |                              |         |                   |                                        |
| 编号 | 编号             | 线路及运营时间              | 线路及运营时间 | 线路及运营时间               | 收费    | 运营商            | 备注                                   |
| | 112              | 大旺市场 9:00–15:00         | ⇆              | 肇庆东站 10:00–16:30         | 2–10元  | 高新区公汽        | 大站快线；定时班车                     |
| | 204              | 人民南路 6:20–22:20         | ⇆              | 肇庆东站 6:30–23:30          | 2–5元   | 肇庆二汽          | 经肇庆新区管委会                       |
| | 205              | 肇庆大道西 6:45–18:10       | ⇆              | 肇庆东站 6:45–18:30          | 2–6元   | 肇庆二汽          |                                        |
| | 206              | 棠岗北 7:00–18:00           | ⇆              | 肇庆东站 8:00–18:20          | 2–5元   | 肇庆二汽          |                                        |
| | K01              | 肇庆牌坊公园 6:25–19:30     | ⇆              | 肇庆东站 7:40–21:00          | 5–10元  | 肇庆二汽          | 大站快线                               |
| | K02              | 火车站综合体 7:00–18:00     | ⇆              | 肇庆东站 8:00–19:30          | 5–10元  | 肇庆二汽          | 大站快线                               |
| | K03              | 华商学院四会校区 8:00–18:00 | ⇆              | 肇庆东站 8:00–18:40          | 2–7元   | 肇庆二汽          | 大站快线                               |
| | K04              | 高要商业大厦 6:50–17:10     | ⇆              | 肇庆东站 7:25–17:40          | 2–7元   | 肇庆二汽          | 大站快线                               |
| | K05              | 高要国防教育基地 6:30–14:45 | ⇆              | 肇庆东站 8:00–16:45          | 5–10元  | 肇庆二汽          | 大站快线；定时班车                     |
| | 肇庆东站直达专线 | 棠岗北 8:00–21:00           | ⇆              | 肇庆东站 9:00–22:00          | 5–10元  | 肇庆二汽          | 大站快线                               |
| | 鼎湖6            | 凤凰三立学校 7:45–18:30     | ⇆              | 肇庆东站 7:00–18:00          | 2–4元   | 银龙公汽          |                                        |
| | 鼎湖8            | 广州应用科技学院            | ⇆              | 肇庆东站                     | 2–5元   | 银龙公汽          | 大站快车；定时班车                     |
| | 四会23           | 四会槎山客运站 8:40–18:30   | ⇆              | 肇庆东站 7:40–19:30          | 2–6元   | 银龙公汽 四会交通 | 定时班车                               |
| | 四会23A          | 四会槎山客运站 8:40–18:30   | ⇆              | 肇庆东站 7:40–19:30          | 5–10元  | 四会交通          | 大站快线                               |
| | 鼎湖山景区专线   | 鼎湖生态停车场 9:00–19:00   | ⇆              | 肇庆东站 7:30–17:30          | 3–5元   | 银龙公汽          | 经城际鼎湖山站                         |
| | 肇庆学院东站专线 | 肇庆学院 周五至日9:45–16:10 | ⇆              | 肇庆东站 周五至日11:05–17:35 | 10–15元 | 肇庆城巴          | 大站快线；定时班车；周一至周四预约发班 |
| | 航空学院东站专线 | 航空学院 周五至日9:30–16:10 | ⇆              | 肇庆东站 周五至日10:50–17:30 | 10–25元 | 肇庆城巴          | 大站快线；定时班车；周一至周四预约发班 |

长途巴士
肇庆新区客运站位于城轨鼎湖东站西侧，用地面积约52,000平方米，总建筑面积约44,300平方米。主要设施包括了候车厅、售票厅、长途站台及配套商业等。。

## 利用状况
截至2025年1月5日全国铁路季度调图，肇庆东站满图下共开行209趟列车，其中南广场116趟、贵广场93趟。

## 邻近车站
}